# Mika Biermann
Mika Biermann (Bielefeld, 1959) è uno scrittore francese di origine tedesca.
Vive e lavora a Marsiglia.

## Biografia
Mika Biermann è nato in Germania nel 1959. Dopo aver studiato belle arti a Berlino, si trasferisce a Marsiglia, dove impara il francese.
Successivamente esplora la pittura, la fotografia, il disegno e la scrittura. Oggi è conferenziere nei musei di Marsiglia e commentatore per varie mostre.
Biermann scrive direttamente in francese, lingua nella quale in cui sviluppa un'opera letteraria molto particolare (burlesque) nel panorama contemporaneo, ad esempio sovvertendo i codici del western in Booming (2015). Un Blanc (2013) racconta la storia di una folle spedizione polare dove lo spazio è sottosopra. Con il terzo romanzo, Roi (2016), si accosta al genere peplum. In Tre giorni nella vita di Paul Cézanne (2020) offre la sua personale visione sul celebre pittore di Aix-en-Provence. Dopo il volume dedicato a Cézanne, Mika Biermann esplora il mondo dell'arte con altri due romanzi: Tre donne nella vita di Vincent van Gogh (2024) e Tre notti nella vita di Berthe Morisot (2021).

## Opere
- (FR)  Les Trente jours de Marseille, Climats, 1996 (con il nome di Michaël Biermann)
- (FR) Ville propre, La Tangente, 2007
- (FR)  Un Blanc, Anacharsis, 2013
- (FR)  Palas à volonté, P.O.L, 2014
- (FR)  Booming, Anacharsis, 2015
- (FR)  Mikki et ile Village miniature, P.O.L, 2015
- (FR)  Roi, Anacharsis, 2016 (vincitore del prix de la Page 111[2])
- (FR)  Sangs, P.O.L, 2017
- (FR)  Trois Jours dans la vie de Paul Cézanne, Anacharsis, 2020
- (FR)  Trois Nuits dans la vie de Berthe Morisot, Anacharsis, 2021 (vincitore del prix de l'instant[3])
  - Tre notti nella vita di Berthe Morisot, traduzione di Chiara Licata, L'orma editore, ottobre 2024
- (FR)  Téké, Anarchasis, 2021
- (FR)  Trois femmes dans la vie de Vincent van Gogh, Anacharsis, 2024
  - Tre donne nella vita di Vincent van Gogh, traduzione di Chiara Licata, L'orma editore, luglio 2024